# Feng Bin
Feng Bin (chiń. 冯彬; ur. 3 kwietnia 1994) – chińska lekkoatletka specjalizująca się w rzucie dyskiem, olimpijka (2016, 2021, 2024).
Czwarta zawodniczka mistrzostw świata juniorów młodszych w Villeneuve-d’Ascq (2011). W 2015 zajęła trzecie miejsce podczas światowych wojskowych igrzyskach sportowych. Rok później zadebiutowała na igrzyskach olimpijskich w Rio de Janeiro, gdzie w finale konkursu rzutu dyskiem zajęła ósme miejsce. Taką samą pozycję zajęła podczas rozgrywanych rok później w Londynie mistrzostwach świata.
W 2022 zdobyła w Eugene tytuł mistrzyni świata. Rok później podczas mistrzostw świata w Budapeszcie wywalczyła brązowy medal. Wicemistrzyni olimpijska z Paryża (2024).
Złota medalistka mistrzostw Chin.
Rekord życiowy: stadion – 69,12 (20 lipca 2022, Eugene).

## Osiągnięcia
| Rok  | Impreza                               | Miejsce           | Lokata            | Wynik |
| ---- | ------------------------------------- | ----------------- | ----------------- | ----- |
| 2011 | Mistrzostwa świata juniorów młodszych | Villeneuve-d’Ascq | 4. miejsce        | 51,25 |
| 2015 | Światowe wojskowe igrzyska sportowe   | Mungyeong         | 1. miejsce        | 62,07 |
| 2016 | Igrzyska olimpijskie                  | Rio de Janeiro    | 8. miejsce        | 63,06 |
| 2017 | Mistrzostwa świata                    | Londyn            | 8. miejsce        | 61,56 |
| 2019 | Mistrzostwa Azji                      | Doha              | 1. miejsce        | 65,36 |
| 2019 | Mistrzostwa świata                    | Doha              | 5. miejsce        | 62,48 |
| 2019 | Światowe wojskowe igrzyska sportowe   | Wuhan             | 1. miejsce        | 64,83 |
| 2021 | Igrzyska olimpijskie                  | Tokio             | el. – 17. miejsce | 60,45 |
| 2022 | Mistrzostwa świata                    | Eugene            | 1. miejsce        | 69,12 |
| 2023 | Mistrzostwa Azji                      | Bangkok           | 1. miejsce        | 66,42 |
| 2023 | Mistrzostwa świata                    | Budapeszt         | 3. miejsce        | 68,20 |
| 2023 | Igrzyska azjatyckie                   | Hangzhou          | 1. miejsce        | 67,93 |
| 2024 | Igrzyska olimpijskie                  | Paryż             | 2. miejsce        | 67,51 |
| 2025 | Mistrzostwa Azji                      | Gumi              | 1. miejsce        | 61,90 |